# Varga Judit (atléta)
Varga Judit (1976. április 16. –) magyar Európa-bajnoki bronzérmes atléta

## Pályafutása
Karrierjét középtávfutóként kezdte, majd pályafutása végén a hosszabb távokon is kipróbálta magát. Az 1997-es U23-as Európa-bajnokságon két hatodik helyet szerzett 400 illetve 4 × 400 méteren. 1998-ban, a Valenciában rendezett fedett pályás Európa-bajnokságon harmadik helyezést ért el 800 méteres síkfutásban. 2002-ben a szabadtéri Eb-n 1500 méteren hajszálnyival lemaradva a dobogóról negyedikként zárt. A 2003-as atlétikai világdöntőn 1500-on ötödik lett. 
Az athéni olimpia évében győzni tudott a párizsi Golden League-viadalon, az ötkarikás játékokon viszont az előfutamban kiesett. A versenyt követően férjhez ment az olasz tízpróbázóhoz, Alberto Donatihoz. 2009 után olasz színekben versenyzett, főként hosszabb távokon és maratonfutásban.
Jelenleg is ő a 800 és az 1500 méter magyar csúcstartója szabadtéren és fedett pályán egyaránt.